# ジャム・ザ・ハウスネイル
『ジャム・ザ・ハウスネイル』（英: Jam the HOUSNAIL）は日本のクレイアニメの題名、及びその主人公の名前。「ハウスネイル」とは、背中に家屋（屋根も窓もある）を背負ったカタツムリに似せた架空の生物であり、ハウス（house、家）とスネイル（snail、カタツムリ）の2語を元にしたかばん語である。物語はジャム達が住む村での出来事を描く。
1話5分、全15話。NHK教育のプチプチ・アニメの枠で放送されることがある。

## スタッフ
- アニメーション：野村辰寿
- 音楽：栗コーダーカルテット

## 登場人物

### ジャムとその家族
ジャム（Jam）
声 - もりばやしみほ
主人公。人間でいうと小学生くらいで、学校に通っている。背中の家は赤い屋根で煙突がついている。煙突の中にはニワトリが住み着いている。第1話で土管に入ったピペを発見し、連れて帰った。
ピペ（Pipe）
声 - 向井美保
第1話でジャムと知り合い、彼の弟として共に暮らすことになる。最初は家の代わりに土管を背負っていたが、ジャムとお揃いの赤い屋根の家を貰った。
パパ
声 - 杉林恭雄
ジャムの父。いつもパイプをくわえている。家の屋根の色は青。
ママ
声 - Rimi
ジャムの母。赤い屋根を持つ筒型の家を背負っている。当初はジャムがピペを連れてきたことに反対だった。

### 学校の人々
チン先生
声 - 原マスミ
ジャム達が通っている学校の先生。時計塔を背負っている。「であるからして」が口癖。
トーリー
声 - 栗原正己
第1、2、6、7、14話に登場。ジャムがよく一緒に遊ぶ友達の1人。背が高い。屋根が青い3階建ての家を背負っている。
ウィリー
声 - 石川浩司
第2、7、14話に登場。ジャムがよく一緒に遊ぶ友達の1人。ベージュ色で、木造の家を背負っている。
スモーキー
声 - 落合利至
第4、8話に登場。体が大きく、煙突のついた家を背負っている。クラスのガキ大将的存在で意地悪な発言が多いが、単純で小心者な一面がある。
スティンキー
声 - 知久寿焼
第4、6話に登場。青い屋根に古い木造の家を背負っている。コロネのような巻貝状の体が特徴。大量の水や空気を体に取り込める。授業中にジャムがオナラをしたのに、スモーキーにスティンキーがやったといじられている。大らかで優しい心の持ち主。
ジェロニー
声 - 川口義之
第4話に登場。浅黒で、貝殻の家を背負っている。
アン（Ann）
声 - さねよしいさ子
第5話に登場。父（声 - 関島岳郎）が橋の建設の仕事をしているため、転校を繰り返している。
ゲリー
声 - 近藤研二
第5、10話に登場。ゲルを背負っている。
ファーミー
声 - 樋口麻里
第5、6話に登場。肌はピンクで、茶色の家を背負っている。
ミル
声 - 楠均
第7話に登場。色白で、緑色の風車小屋を背負っている。自分で風を起こせるため、凧揚げをするときにウィリーから不満を漏らされる。
チャーチル
声 - 高泉淳子
第8話に登場。教会を背負っており、青い屋根の上には十字架と鐘がついている。魚釣りが得意。
ケイヴィー
声 - 宮武希
第9話に登場。 父（声 - 梅津和時）が焼き物を作る仕事をしているため、背負っている家も焼き物で出来ている。自分の家がみんなと違うことにコンプレックスを抱いている。
ウオッチン
声 - フルカワモモコ
第11話に登場。灯台を背負っている。ジャム、ピペと一緒に流れ星を見ていたときに、テルミンと出会う。
ティーナ
声 - 富浜薫
第12話に登場。アンテナが4本張ってある家を背負っている。花まつりのための大きな花を育てていたが、ココとのすれ違いによって花を台無しにしてしまう。
ココ
声 - 千木良悠子
第12話に登場。色黒で、レンガ造りの家を背負っている。ティーナとは親友であったが、手違いで仲を悪くしてしまう。
ビル
声 - 森山栄治（*pnish*）
第12話に登場。眼鏡をかけていて、3階建てのビルを背負っている。ティーナに片思いされるが、本当はココに思いを寄せている。
トランキー
声 - 山崎樹範
第13話に登場。緑色のトタン屋根の家を背負っている。ジャム達と一緒に化石探しをする。

### その他
ヤーミットおじさん
声 - 入船亭扇辰
第10話に登場。アンの知り合いのおじさん。普段は海の中に住んでいるので、見た目はヤドカリ。
宇宙人テルミン
声 - Rom Chiaki
第11話に登場。体は黒く小さい。治療能力を持っている。エフェクト染みた言葉を話し、姿形を変えることも出来る。宇宙船が流れ星にぶつかったために一緒に落ちて来た。
じいじ
声 - 外波山文明
第15話（最終話）に登場。ピペの実の家族で、ガラクタの家を背負っている。仕事をしながら孫のピペと一緒に旅をしてきたが、怪鳥バサラにピペを攫われてしまい、ずっとあちこちに探し回っていた。

## 主題歌
エンディングテーマ「僕でありたい」
作詞・作曲 - もりばやしみほ（ハイポジ） / 歌 - ハイポジ

## 各話リスト
| 話数              | サブタイトル       | 英サブタイトル          | 初回放送日    |
| ----------------- | ------------------ | ----------------------- | ------------- |
| 第1話             | ジャム、ピペに会う | Jam meets Pipe          | 1996年6月10日 |
| 第2話             | ジャムの音楽会     | Jam plays music         | 1997年6月9日  |
| 第3話             | ジャムのキノコ狩り | Jam gathers mushrooms.  | 1998年3月2日  |
| 第4話             | ジャムのうそ       | Jam tells a lie.        | 1999年6月21日 |
| 第5話             | ジャム、アンに会う | Jam meets Ann           | 2000年6月5日  |
| 第6話             | ジャムとツノムシ   | Jam and Beetle          | 2001年6月11日 |
| 第7話             | ジャムの凧あげ     | Jam flies a kite.       | 2002年5月20日 |
| 第8話             | ジャムの魚つり     | Jam goes fishing.       | 2002年6月3日  |
| 第9話             | ジャムの宝物       | Jam's Treasure          | 2003年5月5日  |
| 第10話            | ジャム、海へ行く   | Jam goes to the sea.    | 2003年5月19日 |
| 第11話            | ジャムと流れ星     | Jam and a shooting star | 2004年5月24日 |
| 第12話            | ジャムの花まつり   | Jam & Flower Festival   | 2005年6月6日  |
| 第13話            | ジャムの化石さがし | Jam seeks fossils.      | 2005年6月20日 |
| 第14話            | ジャムのソリあそび | Jam rides on a sleigh   | 2006年1月23日 |
| 第15話 （最終回） | さよならピペ       | Good-bye Pipe           | 2006年4月17日 |

## DVD
全3巻。NHKソフトウェアから販売（3巻のみポニーキャニオン）。
- NHKプチプチアニメ ジャム・ザ・ハウスネイル Vol.1（2003年11月19日）EAN 4988066136542
- NHKプチプチアニメ ジャム・ザ・ハウスネイル Vol.2（2003年9月18日）EAN 4988066135453
- プチプチアニメ ジャム・ザ・ハウスネイル Vol.3（2008年12月17日）EAN 4988013671744